# L'urlo di guerra degli apaches
L'urlo di guerra degli apaches (Ambush at Cimarron Pass) è un film western del 1958, diretto da Jodie Copelan.

## Trama
La guerra di secessione è finita da due anni. Un drappello di soldati a cavallo sta attraversando il territorio Apache, diretto a Fort Waverly. Devono scortare un prigioniero, un trafficante di armi, e consegnarlo alla Giustizia. Stanno trasportando anche le armi sequestrate al prigioniero, ben 36 fucili a ripetizione Henry; tuttavia gli Apaches sono sulle loro tracce perché interessati alle nuove armi. 
Lungo la strada incontrano un gruppo di mandriani texani a cui gli indiani hanno rubato il bestiame. I mandriani sono ex-soldati sudisti e inevitabilmente scoppiano dei litigi, in particolare con un giovane molto “focoso” (Clint Eastwood). Messi da parte i contrasti, decidono per motivi di sicurezza, di proseguire insieme il viaggio verso Fort Wavely. 

Durante la notte, due indiani si avvicinano al bivacco e liberano una prigioniera bianca. Tutto questo però, fa parte di un piano: quando i soldati si distraggono e si avvicinano per soccorrere la donna, gli Apaches rubano loro tutti i cavalli. 
 
Adesso si trovano in una brutta situazione: senza cavalli, lontani 7-8 giorni dal Forte, senza cibo né acqua e con il fardello dei fucili che non devono essere abbandonati agli indiani. Non resta loro che proseguire il lungo e pericoloso cammino, respingendo i continui assalti degli Apaches usando i fucili sequestrati.

## Curiosità
Questo film fu importante per la carriera del giovane Clint Eastwood perché gli procurò la prima notorietà e le prime recensioni favorevoli. Eastwood stesso lo considerò "il peggior film mai fatto".